# Octosporella
Octosporella är ett släkte av svampar. Octosporella ingår i familjen Pyronemataceae, ordningen skålsvampar, klassen Pezizomycetes, divisionen sporsäcksvampar och riket svampar.